# 祖父江町三丸渕
祖父江町三丸渕（そぶえちょうさんまるぶち）は、愛知県稲沢市の地名。

## 地理

### 河川・池沼
- 日光川

### 交通
- 名鉄尾西線丸渕駅・上丸渕駅
- 愛知県道128号給父清須線
- 愛知県道130号馬飼井堀線

### 施設
- 下丸渕公民館
- 神明社
- 本源寺
- 誓玄寺
- 物見塚稲荷社

### 字一覧
- 一段割（いちだんわり）[WEB 6]
- 駅通（えきどおり）[WEB 6]
- 江北上（えぎたかみ）[WEB 6]
- 江北西（えぎたにし）[WEB 6]
- 江北前（えぎたまえ）[WEB 6]
- 沖間（おきま）[WEB 6]
- 上丸渕（かみまるぶち）[WEB 6]
- 上屋敷（かみやしき）[WEB 6]
- 上矢留（かみやどめ）[WEB 6]
- 川並前（かわなみまえ）[WEB 6]
- 郷裏（ごううら）[WEB 6]
- 郷前（ごうまえ）[WEB 6]
- 申新田上ノ切（さるしんでんかみのきり）[WEB 6]
- 申新田下ノ切（さるしんでんしものきり）[WEB 6]
- 三段割（さんだんわり）[WEB 6]
- 下屋敷（しもやしき）[WEB 6]
- 下矢留（しもやどめ）[WEB 6]
- 新田一ノ割（しんでんいちのわり）[WEB 6]
- 新田三ノ割（しんでんさんのわり）[WEB 6]
- 新田二ノ割（しんでんにのわり）[WEB 6]
- 新田四ノ割（しんでんよんのわり）[WEB 6]
- 高畑（たかはた）[WEB 6]
- 塚越（つかごし）[WEB 6]
- 寺東（てらひがし）[WEB 6]
- 中島（なかじま）[WEB 6]
- 中通（なかどおり）[WEB 6]
- 中ノ切（なかのきり）[WEB 6]
- 中丸渕（なかまるぶち）[WEB 6]
- 中屋敷（なかやしき）[WEB 6]
- 七裏（ななうら）[WEB 6]
- 七前（ななまえ）[WEB 6]
- 七屋敷（ななやしき）[WEB 6]
- 西流（にしながれ）[WEB 6]
- 二段割（にだんわり）[WEB 6]
- 東寺野（ひがしてらの）[WEB 6]
- 平口（ひらくち）[WEB 6]
- 古川上ノ切（ふるかわかみのきり）[WEB 6]
- 古川下ノ切（ふるかわしものきり）[WEB 6]
- 古宮（ふるみや）[WEB 6]
- 報導寺（ほうどうじ）[WEB 6]
- 孫治前（まごじまえ）[WEB 6]
- 御替地（みかえじ）[WEB 6]
- 南矢留（みなみやどめ）[WEB 6]
- 宮裏（みやうら）[WEB 6]

## 歴史

### 地名の由来
上丸渕・中丸渕・下丸渕の三村合併による名称。

### 沿革
- 1878年（明治11年） - 中島郡下丸渕村・中丸渕村・上丸渕村・中島新田の合併により、同郡三丸渕村が成立[1]。
- 1889年（明治22年） - 合併により、丸甲村大字三丸渕となる[1]。
- 1906年（明治39年） - 合併により、祖父江町大字三丸渕となる[1]。

### 人口の変遷
国勢調査による人口および世帯数の推移。
| 1995年（平成7年）  | 416世帯 1711人 |  |
| 2000年（平成12年） | 432世帯 1677人 |  |
| 2005年（平成17年） | 463世帯 1664人 |  |
| 2010年（平成22年） | 487世帯 1677人 |  |
| 2015年（平成27年） | 501世帯 1607人 |  |
| 2020年（令和2年）  | 530世帯 1564人 |  |

### WEB
1. ↑  “愛知県稲沢市の町丁・字一覧”.   人口統計ラボ. 2023年5月5日閲覧。
2. 1 2  総務省統計局 (2022年2月10日). “令和2年国勢調査の調査結果(e-Stat) - 男女別人口，外国人人口及び世帯数－町丁・字等” (CSV). 2023年8月2日閲覧。
3. ↑  “読み仮名データの促音・拗音を小書きで表記するもの(zip形式) 愛知県” (zip).   日本郵便 (2024年2月29日). 2024年3月26日閲覧。
4. ↑  “市外局番の一覧” (PDF).   総務省 (2022年3月1日). 2022年3月22日閲覧。
5. ↑  “ナンバープレートについて”.   一般社団法人愛知県自動車会議所. 2024年1月21日閲覧。
6. 1 2 3 4 5 6 7 8 9 10 11 12 13 14 15 16 17 18 19 20 21 22 23 24 25 26 27 28 29 30 31 32 33 34 35 36 37 38 39 40 41 42 43 44  “愛知県稲沢市祖父江町三丸渕の住所一覧”.   ゼンリン. 2024年6月23日閲覧。
7. ↑  総務省統計局 (2014年3月28日). “平成7年国勢調査の調査結果(e-Stat) - 男女別人口及び世帯数 －町丁・字等” (CSV). 2021年7月20日閲覧。
8. ↑  総務省統計局 (2014年5月30日). “平成12年国勢調査の調査結果(e-Stat) - 男女別人口及び世帯数 －町丁・字等” (CSV). 2021年7月20日閲覧。
9. ↑  総務省統計局 (2014年6月27日). “平成17年国勢調査の調査結果(e-Stat) - 男女別人口及び世帯数 －町丁・字等” (CSV). 2021年7月21日閲覧。
10. ↑  総務省統計局 (2012年1月20日). “平成22年国勢調査の調査結果(e-Stat) - 男女別人口及び世帯数 －町丁・字等” (CSV). 2021年7月21日閲覧。
11. ↑  総務省統計局 (2017年1月27日). “平成27年国勢調査の調査結果(e-Stat) - 男女別人口及び世帯数 －町丁・字等” (CSV). 2021年7月21日閲覧。

### 書籍
1. 1 2 3 4  「角川日本地名大辞典」編纂委員会 1989, p. 622.